# Joseph Kony
Joseph Kony, född omkring 1961 i Odek i distriktet Gulu, är ledare för Herrens motståndsarmé (Lord's Resistance Army, LRA), som har bedrivit en våldsam kampanj i norra Uganda. Detta för att upprätta ett teokratiskt styre i området, som det hävdas ska baseras på Bibeln och De tio budorden. 
Kony framträdde första gången i januari 1987, vid 26 års ålder. Hans grupp var en av många kiliastiska grupper som bildades i Acholiland som efterföljare till den mycket populära Holy Spirit Movement, ledd av Alice Auma. Konflikten i norr började på grund av acholifolkets missnöje med sin relativa förlust av inflytande då Yoweri Museveni kommit till makten 1986 efter att den acholiske president Tito Okello besegrats. 
Kony hävdar att han är ett andemedium och är utövande polygamist. 
Den 6 oktober 2005 tillkännagav Internationella brottmålsdomstolen att häktningsorder hade utfärdats för Kony och fyra andra ledare för Herrens motståndsarmé och en vecka senare meddelades detaljer om åtalet mot Kony. Han åtalas på 33 punkter, 12 brott mot mänskligheten, inklusive mord, slaveri, sexuellt slaveri och våldtäkt, samt 21 andra krigsförbrytelser inklusive mord, grym behandling av civilbefolkning, medvetet attackerande av civilbefolkning, plundring, framkallande av våldtäkt och tvångsrekrytering av barn till rebellarmén. 
Kony fick stor uppmärksamhet i media i mars 2012 då en halvtimmeslång dokumentärfilm, Kony 2012, lanserades och spreds på internet. Filmen gjordes av organisationen Invisible Children för att göra folk medvetna om Konys brott. På drygt 5 dagar hade filmen setts av mer än 90 miljoner personer på Youtube.[källa behövs]
I november 2022 ville ICC-åklagaren åtala Joseph Kony.